# Colin MacDougall
Pour les articles homonymes, voir MacDougall.
Colin MacDougall (3 mars 1834-25 octobre 1901) est un homme politique canadien de l'Ontario. Il est député fédéral libéral de la circonscription ontarienne d'Elgin-Est de 1874 à 1878.

## Biographie
Né à Aldborough dans le Haut-Canada, MacDougall étudie à l'université du Michigan. Nommé au Barreau de l'Ontario en 1869, il siège également comme préfet au conseil du canton d'Aldborough  de 1857 à 1858 et de 1860 à 1861.
Candidat défait dans Elgin-Ouest en 1867, il est élu lors d'une élection partielle dans Elgin-Est en 1874. Il est défait en 1878.